# Fatahillah
Fatahillah was een moslim-prins in de 16e eeuw. Hij was degene die Sunda Kelapa, een door de Portugezen veroverde en uitgebouwde havenstad, veroverde en het omdoopte tot Jayakarta (Jaya = overwinning en karta = plaats, dus de plaats van de overwinning). Dit gebeurde op 22 juni 1527. 22 juni is nog steeds een nationale feestdag in Indonesië. Na enkele naamswijzigingen (onder andere Batavia) is de huidige naam van Jayakarta Jakarta geworden. 
Het Taman Fatahillah (Fatahillah plein) in Jakarta is het oude stadhuisplein uit de V.O.C.-tijd. 